# Parazentese

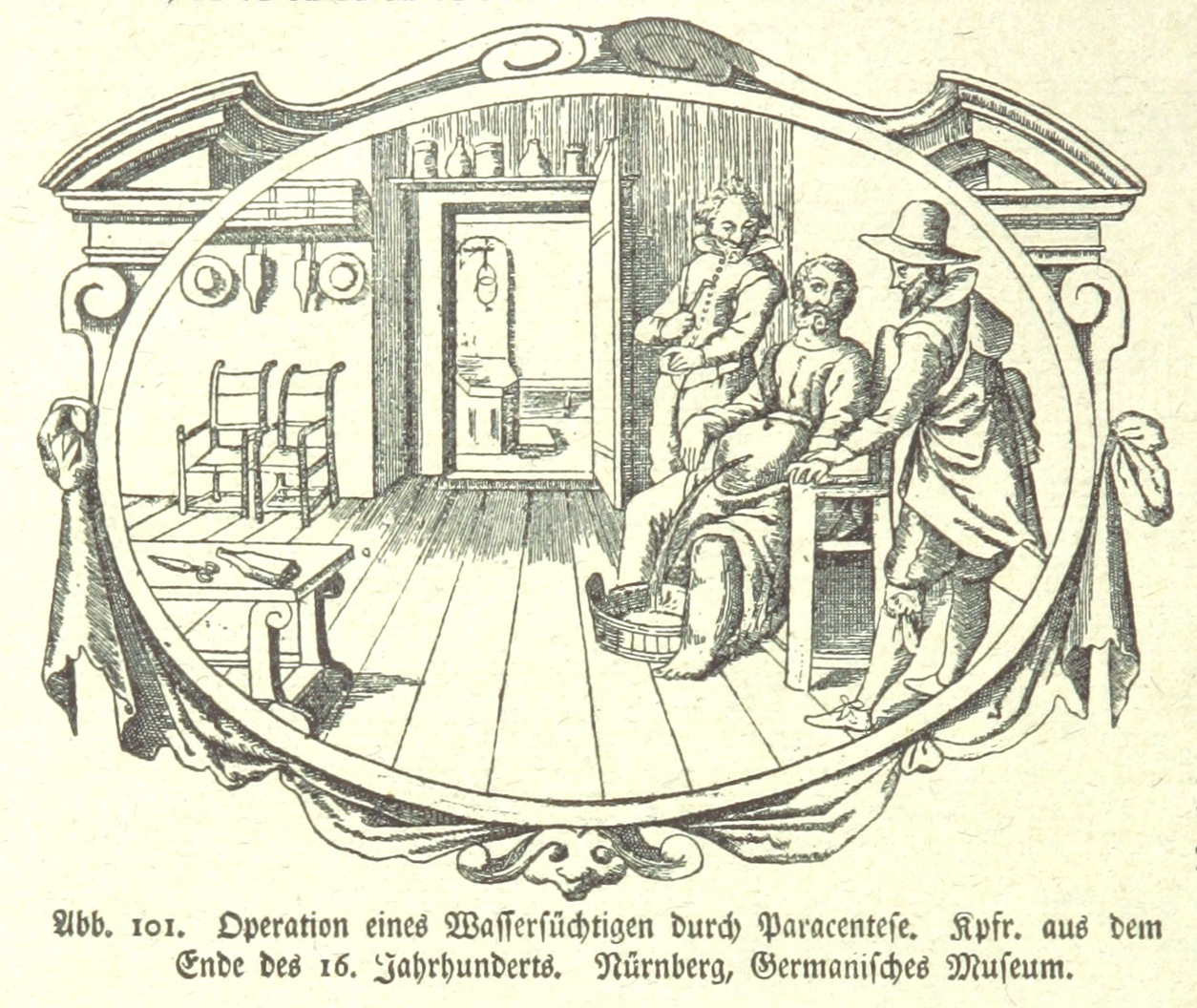
Operation eines Wassersüchtigen durch Parazentese im 16. Jahrhundert

Unter Parazentese (von altgriechisch para „neben“, mit dem Suffix „-zentese“ im Sinne von „Stechen“) versteht man ein Durchstechen oder Durchtrennen einer Körperstruktur mit dem Ziel, eine Körperflüssigkeit oder ein Gas nach außen abzuleiten. Wird zum Durchstechen eine Kanüle verwendet, so spricht man auch von Punktion. Wird ein ableitendes Element eingebracht – z. B. ein Schlauch – so spricht man von einer Drainage.

## Beispiele

### Auge
Bereits im alten China wurden Parazentesen am Auge durchgeführt. Zur Absenkung des Augeninnendrucks bei anteriorer ischämischer Optikusneuropathie (umgangssprachlich „Augeninfarkt“) kann der Augenkammerdruck durch Parazentese gesenkt werden.

### Ohr

Mittelohr
Nr. 4:Trommelfell
Nr. 12: Eustachi-Röhre

Die Parazentese am Ohr bzw. Trommelfell ist eine kleine Operation, die zur Wiederherstellung der Mittelohrbelüftung meist bei verstopfter Ohrtrompete (Eustachi-Röhre) dient. Bei der Parazentese wird ein kleiner Schnitt in den vorderen, unteren Quadranten des Trommelfells gemacht. Um einen vorzeitigen Verschluss dieses Schnittes zu verhindern, wird in manchen Fällen noch ein Paukenröhrchen in den Schnitt eingelegt. Dieses Röhrchen fällt in der Regel nach einiger Zeit wieder von selbst aus dem Schnitt heraus und der Schnitt verheilt ohne weitere Therapie.

### Bauchhöhle
In der Bauchchirurgie und Gastroenterologie bedeutet Parazentese in Verbindung mit Aszites (Flüssigkeitsansammlung in der Bauchhöhle) die Punktion der Bauchhöhle (im 19. Jahrhundert etwa über den Bauchnabel, die Linea alba, die seitliche Bauchgegend, die Mutterscheide, den Mastdarm oder das Scrotum) und Aszites-Drainage.

### Brust
In der Thoraxchirurgie kann eine Pleurapunktion, also die Ableitung einer Flüssigkeitsansammlung zwischen Rippenfell und Lungenfell, ebenfalls als (Pleura-)Parazentese bezeichnet werden. Auch kann eine Parazentese des Herzbeutels (etwa als Perikardpunktion) therapeutisch durchgeführt werden.